# Ulrich Woelk
Ulrich Woelk (* 18. August 1960 in Bonn) ist ein deutscher Schriftsteller.

## Leben
Ulrich Woelk wuchs in Köln im Stadtteil Porz am Rhein auf. Von 1980 bis 1987 studierte er Physik und Philosophie an der Universität Tübingen. In seiner Diplomarbeit befasste er sich mit einem Thema aus der Chaostheorie. Von 1987 bis 1995 arbeitete er als Astrophysiker an der Technischen Universität Berlin und an der Universität Göttingen. In diese Zeit fallen seine ersten literarischen Arbeiten, u. a. sein Debütroman Freigang, 1990, und der Roman Rückspiel, 1993. 1991 promovierte Woelk an der Technischen Universität Berlin über Weiße Zwerge in engen Doppelsternsystemen.
Seit 1995 lebt Woelk als freier Schriftsteller in Berlin. Er erhielt mehrfach Stipendien des Deutschen Literaturfonds und der Stiftung Preußische Seehandlung. Sein Roman Freigang wurde 1990 mit dem Aspekte-Literaturpreis ausgezeichnet. 2005 erhielt er für sein Werk den Thomas-Valentin-Literaturpreis der Stadt Lippstadt. Woelk hatte Poetik- und Schreibdozenturen in Tübingen und an der Universität Paderborn inne und war 2009 Writer in Residence des Goethe Instituts und der Nirox-Foundation in Johannesburg, Südafrika.
Er ist Mitgründer des PEN Berlin.

## Werk
Woelks Werk umfasst Romane, Theaterstücke, Hörspiele und Essays. Seine Theaterstücke wurden u. a. in Berlin, Köln und Zürich aufgeführt. Seine Romane wurden in zahlreiche Sprachen übersetzt. Sein Roman Die letzte Vorstellung über die Ermordung eines fiktiven RAF-Terroristen wurde 2004 von Matti Geschonneck unter dem Titel Mord am Meer für das ZDF mit Heino Ferch und Nadja Uhl in den Hauptrollen verfilmt, im Frühjahr 2005 ausgestrahlt und mit dem Preis der Kritik beim Filmfest in Hamburg sowie dem Preis in der Kategorie Drama beim New-York-Festival ausgezeichnet.
Woelks Romane kreisen thematisch gleichermaßen um deutsche Gegenwart und Geschichte (Liebespaare, Rückspiel, Die letzte Vorstellung, Was Liebe ist) sowie um die Rolle der Naturwissenschaften und des Naturwissenschaftlers in der Moderne (Die Einsamkeit des Astronomen, Einstein on the Lake). Im erzählenden Sachbuch Sternenklar erklärt ein Vater und Astronom seiner frisch eingeschulten Tochter allgemeinverständlich die moderne Astronomie und Kosmologie. Der Protagonist seines Romans Nacht ohne Engel (2017) ist ein Berliner Taxifahrer. Für sein Romanprojekt Für ein Leben wurde Woelk 2019 der Alfred-Döblin-Preis zuerkannt. Sein Buch Mittsommertage (2023) bezeichnete Knut Cordsen im BR als ersten Roman über die Letzte Generation.

## Einzeltitel

### Prosa
- Freigang. Roman. S. Fischer Verlag, Frankfurt 1990.
  - Taschenbuch: dtv, München 2005, ISBN 978-3-423-13397-5.
- Rückspiel. Roman. S. Fischer, Frankfurt 1993.
  - Taschenbuch: dtv, München 2007, ISBN 978-3-423-13559-7.
- Amerikanische Reise. Roman. S. Fischer, Frankfurt 1996.
  - Taschenbuch: dtv, München 2008, ISBN 978-3-423-13648-8.
- Liebespaare. Roman. Hoffmann und Campe, Hamburg 2001.
  - Taschenbuch: dtv, München 2003, ISBN 978-3-423-13092-9.
- Die letzte Vorstellung. Roman. Hoffmann und Campe, Hamburg 2002.
  - Taschenbuch: dtv, München 2004, ISBN 978-3-423-13253-4.
- Einstein on the Lake. Eine Sommer-Erzählung. dtv, München 2005, ISBN 978-3-423-24427-5.
- Die Einsamkeit des Astronomen. Roman. Hoffmann und Campe, Hamburg 2005, ISBN 978-3-455-07912-8.
- Schrödingers Schlafzimmer. Roman. dtv, München 2006, ISBN 978-3-423-24561-6.
- Sternenklar – Ein kleines Buch über den Himmel. DuMont Buchverlag, Köln 2008, ISBN 978-3-8321-8060-7.
- Joana Mandelbrot und ich. Roman. dtv, München 2008, ISBN 978-3-423-24664-4.
- Was Liebe ist. Roman. dtv, München 2013, ISBN 978-3-423-24949-2[4].
  - Taschenbuch: dtv, München 2016, ISBN 978-3-423-14520-6.
- Pfingstopfer. Kriminalroman. dtv, München 2015, ISBN 978-3-423-26048-0.
- Nacht ohne Engel. Roman. dtv, München 2017, ISBN 978-3-423-28111-9.
- Ich sehe was, was du nicht siehst, in: Berlin Noir, HG. Thomas Wörtche, CulturBooks Verlag 2018, ISBN 978-3-95988-101-2.
- Der Sommer meiner Mutter. Roman. C.H. Beck, München 2019, ISBN 978-3-406-73449-6.
- Für ein Leben. Roman. C. H. Beck, München 2021, ISBN 978-3-406-77451-5.
- Mittsommertage. Roman. C. H. Beck, München 2023, ISBN 978-3-406-80652-0.

### Theater
- Tod Liebe Verklärung. UA: Schauspiel Köln, 1993.
- Marienbad :: coming soon. UA: Theaterhaus Gessnerallee, Zürich, 2009, Hebbel am Ufer (HAU), Berlin, 2010.
- In der Nähe der großen Stadt. UA: Theater Kanton Zürich, 2011.[5]
- Homo faber. Bühnenfassung nach dem gleichnamigen Roman von Max Frisch. UA: Theater Kanton Zürich, 2016.
- Ich bin da, um dir zu helfen. Bühnenfassung nach dem gleichnamigen Hörspiel. UA: Dehnberger Hof Theater, 2020.

### Hörspiel
- Zeitlauf. Deutschlandradio Kultur, 2002.
- Jureks Reise. Deutschlandradio Kultur, 2008.
- Four Walls. WDR, 2010.
- Der Mann im Mond. WDR, 2012.
- Stalkradio. Mit Jens Harzer und den Instrumentalsolistinnen Annette Müller-Philippek (Klavier) und Ulrike Wiebelitz (Geige). WDR, 2014.
- Altern 2.0. Deutschlandfunk Kultur, 2016.
- Ich bin da, um dir zu helfen. Deutschlandfunk Kultur, 2018.
- Pionierinnen. Deutschlandfunk Kultur, 2022.

### Film
- Mord am Meer nach dem Roman Die letzte Vorstellung, ZDF, 2004.
- Tod einer Schülerin nach der Drehbuchvorlage Der Test, ZDF, 2010.

### Künstlerbuch
- Sputnik – ein Tagebuch, mit sieben Originalzeichnungen von Hartmut Andryczuk und eigenen handschriftlichen Blättern, Hybriden-Verlag, Berlin 2008.
- Die Einsamkeit des Astronomen – Fragmente, mit neun Originalzeichnungen von Hartmut Andryczuk, Hybriden-Verlag, Berlin, 2010.
- Wernher von Braun – Hörspiel, mit elf Originalzeichnungen von Hartmut Andryczuk, Hybriden-Verlag Berlin 2012.
- Stalk-Radio-Monolog und Stalk-Waltz-Suite für Violine und Piano, mit Originalzeichnungen von Hartmut Andryczuk, Hybriden-Verlag, Berlin 2014.
- Apokalypse abgesagt – Essays, mit Originalzeichnungen von Hartmut Andryczuk, Hybriden-Verlag, Berlin 2015.
- Eliza, Essay, mit Originalzeichnungen von Hartmut Andryczuk, Hybriden-Verlag, Berlin 2017.
- Planetenschreiber – Merkur, Erzählung, mit Originalzeichnungen von Hartmut Andryczuk, Hybriden-Verlag, Berlin 2019.
- Planetenschreiber – Mars, Erzählung, mit Originalzeichnungen von Hartmut Andryczuk, Hybriden-Verlag, Berlin 2020.
- Planetenschreiber – Neptun, Erzählung, mit Originalzeichnungen von Hartmut Andryczuk, Hybriden-Verlag, Berlin 2021.
- Planetenschreiber – Uranus, Erzählung, mit Originalzeichnungen von Hartmut Andryczuk, Hybriden-Verlag, Berlin 2022.

### Essay und andere Prosa
- Literatur und Physik. Stuttgart 1994.
- Strömungsverhältnisse oder Gibt es Moden den in den Naturwissenschaften? In: Neue Rundschau 3/1998, Frankfurt.
- Warum schreiben (Sie?) – Aufbruch vom Ich. Paderborner Universitätsreden, Paderborn, 2005.
- Frisch und ich. Identifikation eines Lesers. In: Max Frisch – Citoyen und Poet, Wallstein Verlag, Göttingen 2011.

### Fachliteratur
- Rydberg Atoms in Uniform Magnetic Fields: Uncovering the Transition from Regularity to Irregularity in a Quantum System. Physical Review Letters, 26, 1986.
- Spectra of the Strongly Magnetised Hydrogen Atom Close to the Ionisation Threshold. In: Atomic Spectra and Collisions in External Fields II. Plenum Press New York, 1988.
- Zyklotronstrahlung in teilchengeheizten Atmosphären magnetischer Weißer Zwerge. Berlin, 1991.
- Particle heated atmospheres of magnetic white dwarfs. Astronomy and Astrophysics, 256, 1992.
- Temperature structure of a particle-heated magnetic atmosphere. Astronomy and Astrophysics, 280, 1993.
- Stationary Radiation Hydrodynamics of Accreting Magnetic White Dwarfs. Astronomy and Astrophysics, 306, 1996.